# Veta de mercat
Una veta de mercat és un buit de mercat constituït per un petit segment especialitzat, explotat per una marca o unes poques empreses. No serveix un bloc massiu de consumidors, però per l'especialització pot produir grans ingressos i beneficis. En cercles del màrqueting, sovint s'utilitza la paraula francesa niche o el terme anglès niche market. És un concepte variable, perquè la veta d'un moment, per exemple els aliments ecològics als anys 1990, pot esdevenir un producte de massa, o al revés, els discs de vinil, producte de massa dels anys 1970 i ara una veta de mercat.